# باليرمو (نيويورك)
باليرمو (بالإنجليزية: Palermo, New York)‏ هي بلدة أمريكية تقع في الولايات المتحدة في مقاطعة أوسويغو، نيويورك. يقدر عدد سكانها بـ 3,664 نسمة ومساحتها 105.5 كم2 وترتفع عن سطح البحر 133 متر.